# SMS Westfalen
«Вестфален» (нім. SMS Westfalen) — німецький військовий корабель, дредноут типу «Нассау» Імператорських військово-морських сил Німеччини. Перший корабель, названий на честь Вестфалії, історичної області на північному заході Німеччини. Брав активну участь у Першій світовій війні. 1 вересня 1918 виведений зі складу флоту і використовувався як навчальний артилерійський корабель. Після капітуляції було інтерновано і передислоковано до Великої Британії, де був розібраний у 1924 році.

## Історія створення
«Вестфален» був закладений 12 серпня 1907 року на верфі компанії AG Weser у Бремені. 1 липня 1908 року він був спущений на воду, а 16 листопада 1909 року увійшов до складу ВМС Німецької імперії. Корабель був оснащений головною артилерією з дванадцяти 280-мм гармат у шести здвоєних баштах у незвичному шестикутному розташуванні.

## Історія служби
Корабель служив у складі Флоту відкритого моря разом з однотипними кораблями «Нассау», «Рейнланд» і «Позен» протягом більшої частини Першої світової війни, виконуючи бойові завдання в Північному морі, брав участь у кількох бойових виходах кайзерівського флоту. Кульмінацією стала Ютландська битва 31 травня — 1 червня 1916 року, де «Вестфален» взяв активну участь у нічних боях проти британських легких сил. «Вестфален» очолював німецьку лінію протягом більшої частини вечора і наступного дня, поки флот не досяг Вільгельмсгафена. В ході бою «Вестфален», «Нассау» і «Рейнланд» розстріляли британський есмінець «Тіппєрері». Потім «Вестфален» протаранив і потопив есмінець «Турбулент», а артилерією також брав участь у потопленні есмінців «Ардент» і «Форчун». Під час чергового наступу флоту, 19 серпня 1916 року корабель був пошкоджений торпедою британського підводного човна E23 неподалік від острова Терсхеллінг.
«Вестфален» також здійснив кілька бойових виходів у Балтійське море проти російського флоту. Вперше це відбулося під час битви в Ризькій затоці, де «Вестфален» підтримував німецький штурм затоки. У 1918 році «Вестфален» був відправлений назад на Балтику для підтримки білих фінів у Громадянській війні у Фінляндії. Корабель залишився в Німеччині, тоді як більша частина флоту була інтернована в Скапа-Флоу після закінчення війни. У 1919 році, після самозатоплення екіпажами німецького флоту в Скапа-Флоу, «Вестфален» був переданий союзникам як заміна потоплених кораблів. Потім його відправили до англійської компанії у Беркенгеді, де до 1924 року корабель розібрали на металобрухт.